# ISO 3166-2:CM
ISO 3166-2:CM è uno standard ISO che definisce i codici geografici del Camerun ed è un sottogruppo del codice ISO 3166-2.
Tali codici sono stati assegnati alle 10 regioni del paese e sono formati dalla sigla CM-, seguita da due lettere.

## Lista dei codici
I codici e i nomi sono elencati nell'ordine standard ufficiale pubblicato dalla ISO 3166 Maintenance Agency (ISO 3166/MA).
| Codice | Regione      |
| ------ | ------------ |
| CM-AD  | Adamaoua     |
| CM-CE  | Centro       |
| CM-ES  | Est          |
| CM-EN  | Estremo Nord |
| CM-LT  | Litorale     |
| CM-NO  | Nord         |
| CM-NW  | Nordovest    |
| CM-OU  | Ovest        |
| CM-SU  | Sud          |
| CM-SW  | Sudovest     |